# Faïencerie Esbérard d'Apt
La faïencerie Esbérard est un bâtiment d'artisan spécialisé dans la fabrication de la Faïence du pays d'Apt, située à Apt, dans le Vaucluse.

## Histoire
Le site appartient d'abord à la famille Moulin, descendant des faïenciers de Castellet. La fabrique est vendue en 1859 à Ferdinand Esbérard par Joseph Martin. La faïencerie fonctionnera jusqu'en 1898.
Acquise par la ville d'Apt en 1988, la faïencerie est inscrite au titre des monuments historiques depuis le 18 novembre 1989, puis classé depuis le 30 janvier 1992. Il s'agit du dernier vestige des nombreuses fabriques de faïence installées dans le quartier Saint-Lazare à l'ouest de la ville d'Apt.

## Construction
Le four Esbérard était de forme cylindrique et d'une hauteur de 9,5 m pour un diamètre de 5,1 m. Il possédait trois niveaux et était alimenté par six foyers. Des conduits aménagés entre les niveaux permettaient le transfert de chaleur d'un niveau à l'autre et son évacuation par la cheminée située au-dessus de la voûte supérieure. Le four autorisait la production d'émail au premier niveau et de céramique au second.

## À voir aussi